# Dal-Hundtjärnarna
Dal-Hundtjärnarna är en sjö i Skellefteå kommun i Västerbotten och ingår i Byskeälvens huvudavrinningsområde. Sjön har en area på 0,0533 kvadratkilometer och ligger 253,1 meter över havet. Dal-Hundtjärnarna ligger i Byskeälven Natura 2000-område.

## Delavrinningsområde
Dal-Hundtjärnarna ingår i det delavrinningsområde (723777-172856) som SMHI kallar för Ovan VDRID = 721543-175634 i Byskeälvens vattendr*. Medelhöjden är 226 meter över havet och ytan är 36,21 kvadratkilometer. Räknas de 257 avrinningsområdena uppströms in blir den ackumulerade arean 3 337,1 kvadratkilometer. Avrinningsområdets utflöde Byskeälven mynnar i havet. Avrinningsområdet består mestadels av skog (82 procent). Avrinningsområdet har 0,86 kvadratkilometer vattenytor vilket ger det en sjöprocent på 2,4 procent.